# 바밤바
바밤바는 1976년부터 해태아이스에서 생산하기 시작한 아이스크림이다.

## 같이 보기
- 해태아이스
- 막대 아이스크림
- 아이스크림
- 밤